# جو كورني
جو كورني (بالإنجليزية: Joe Cornish)‏ هو مصور بريطاني، ولد في 20 ديسمبر 1958.

## وصلات خارجية
- الموقع الرسمي
- جو كورني على موقع ميوزك برينز (الإنجليزية)